# Димитър Рангелов (офицер)
Димитър Рангелов Георгиев е български партизанин, полицай, генерал-майор.

## Биография
Роден е на 31 декември 1924 г. във фердинандското село Долна Вереница. От 1938 г. е член на РМС, а от 1945 г. и на БКП. Завършва прогимназия в родното си село. След това започва да учи текстилно бояджийство във Фердинанд. От 1939 г. учи във вечерно занаятчийско училище във Фердинанд. За комунистическа дейност е изключен от училището след което продължава да работи по линия на РМС и е ятак на партизански отряд „Христо Михайлов“. На 18 януари 1944 г. се включва в отряда като командир на чета. Впоследствие е помощник-командир на втори батальон на отряда. След 9 септември 1944 г. става помощник-началник на народната милиция в Берковица. От декември 1944 г. влиза в гвардията. Остава там до декември 1945 г., когато е назначен за началник на 10-и участък на народната милиция в София. От 1947 до 1949 г. е началник на 4-ти участък на народната милиция в града. Между 1949 и 1 януари 1951 г. е началник на 1-во районно управление на МВР-София. От 1 януари до декември 1951 г. е заместник-началник на Софийско градско управление на МВР. В периода декември 1951 – 1955 г. е началник на Софийско градско управление на МВР-София. От 1954 до 1955 г. учи едногодишна школа в СССР. След завръщането си през 1955 г. е преназначен за заместник-началник на Управлението. От март 1960 г. отново е началник на управлението. От 1962 г. е генерал-майор от милицията. Отделно е учил двугодишен вечерен партиен университет към ГК на БКП-София. Освободен е от органите на МВР на 21 юни 1965 г.